# Scrooge (film 1935)
Scrooge (ang. Scrooge) – brytyjski film z 1935 w reżyserii Henry’ego Edwardsa.

## Obsada
- Seymour Hicks – Ebenezer Scrooge
- Donald Calthrop – Robert „Bob” Cratchit
- Robert Cochran – Fred
- Mary Glynne – Belle
- Garry Marsh – mąż Belle
- Marie Ney – Duch Minionych Świąt (głos)
- Oscar Asche – Duch Teraźniejszych Świąt
- C. V. France – Duch Przyszłych Świąt
- Athene Seyler – sprzątaczka Scrooge’a
- Maurice Evans – biedak
- Mary Lawson – żona biedaka
- Barbara Everest – pani Cratchit
- Eve Gray – żona Freda
- Morris Harvey – drobiarz
- Philip Frost – Tim Cratchit
- D.J. Williams – grabarz
- Margaret Yarde – praczka
- Hugh E. Wright – Stary Joe
- Charles Carson – Middlemark
- Hubert Harben – Worthington
- Claude Rains – Jacob Marley (głos)
- Robert Morley – bogacz

Źródło: